# Lambert Strehlke
Lambert Strehlke (geboren 1984) ist ein deutscher Kameramann, Fotograf und Videodesigner.

## Leben und Werk
Strehlke wurde im Südschwarzwald geboren, war bei der Badischen Zeitung, n-tv und RTL tätig und absolvierte in der Folge eine fotografische Ausbildung in München. Ab 2007 studierte er Theater- und Filmwissenschaften, Literatur und Kunstgeschichte in München. Danach stieg er als Assistent und Kameramann ins professionelle Film- und Werbefilmgeschäft ein. 2007/08 wurde der Kurzfilm Höhenangst nach seiner Idee, mit seiner Kameraführung und seinem Schnitt realisiert. Es spielten Mira Mazumdar und Max Alberti, es inszenierte Matthias Lang. Seit 2008 wirkt er an einer Reihe von Film- und TV-Produktionen mit. Als Kameraassistent und Kameramann wurde er in die Mongolei, nach China und Westafrika entsandt. 2013 war er für den Ton bei der Produktion Viele Wege – ein Ziel  mitverantwortlich, die Produktion gewann den Intermedia-Globe GOLD. Bei den Salzburger Festspielen 2015 verantwortete er – gemeinsam mit Julian Krubasik – das Videodesign für Goethes Clavigo, inszeniert von Stefan Kimmig. Die Produktion war 2015 auch in Zürich und am Deutschen Theater Berlin zu sehen. 2015 war Strehlke bei der Aufführung der Jungfrau von Orleans in Zürich für die Live-Kamera und die Videotechnik verantwortlich.